# Жерновка (Саратовская область)
Жерновка — железнодорожная станция в Петровском районе Саратовской области, входит в состав сельского поселения Берёзовское муниципальное образование.

## География
Находится на расстоянии примерно 27 километров по прямой на юг-юго-запад от районного центра города Петровск.

## История
Официальная дата основания 1861 год. По другим данным,  железнодорожная станция Жерновка открылась на Аткарско-Вольской ветке в 1894 году, название ей было дано по несуществующей ныне деревне Жирновка, расположенной в семи верстах. В 1910-х годах пристанционный посёлок насчитывал 25 дворов.

## Население
Постоянное население составило 269 человек (русские 72%) в 2002 году, 225 в 2010.

## Инфраструктура
Вокзал закрыт. Вместо станции осталась железнодорожная платформа.